# Akatsuki (sonda spaziale)
Akatsuki, conosciuta anche come PLANET-C o Venus Climate Orbiter (VCO), è una sonda giapponese per l'esplorazione di Venere. È stata lanciata alle 21:58:22 UTC il 20 maggio 2010 a bordo di un razzo H-IIA 202 dal Tanegashima Space Center. Ha fallito l'ingresso in orbita attorno a Venere, previsto per il 7 dicembre 2010. La durata prevista della missione era di due anni o più.
Tuttavia, la sonda è riuscita ad immettersi in orbita venusiana cinque anni più tardi, il 7 dicembre 2015, dopo un secondo tentativo questa volta perfettamente riuscito grazie alla tenacia ed agli sforzi degli ingegneri dell'agenzia spaziale giapponese (JAXA).
Come da tradizione nipponica, la sonda è stata rinominata dopo il lancio; Akatsuki  (あかつき?) in giapponese significa "alba".

## Caratteristiche
La massa totale della sonda è di 640 kg, comprensivi dei 320 kg di propellente e i 34 kg di strumentazione scientifica.

## Missione
Takeshi Imamura, membro della squadra scientifica che guida Akatsuki, l'ha definita come la "prima sonda interplanetaria al mondo che merita di essere chiamata un satellite meteorologico". Obiettivo primario della sonda, infatti, è lo studio della dinamica dell'atmosfera venusiana. In particolare, gli scienziati sperano di trovare indizi decisivi che permettano di spiegare la "super-rotazione" atmosferica. Venere è infatti percorsa da venti a 360 km/h, pari a circa sessanta volte il valore della velocità di rotazione del pianeta. Saranno inoltre condotti esperimenti pensati per confermare la presenza o meno di lampi.

Infine, le ricerche pianificate includono riprese della superficie con una telecamera a infrarossi, che potranno confermare o smentire il manifestarsi di vulcanismo attivo in superficie.
Il budget di questa missione è di 13 miliardi di yen (circa 84 milioni di euro) per la sonda e 12 miliardi di yen (circa 72 milioni di euro) per il lancio.

## Operazioni

### Lancio

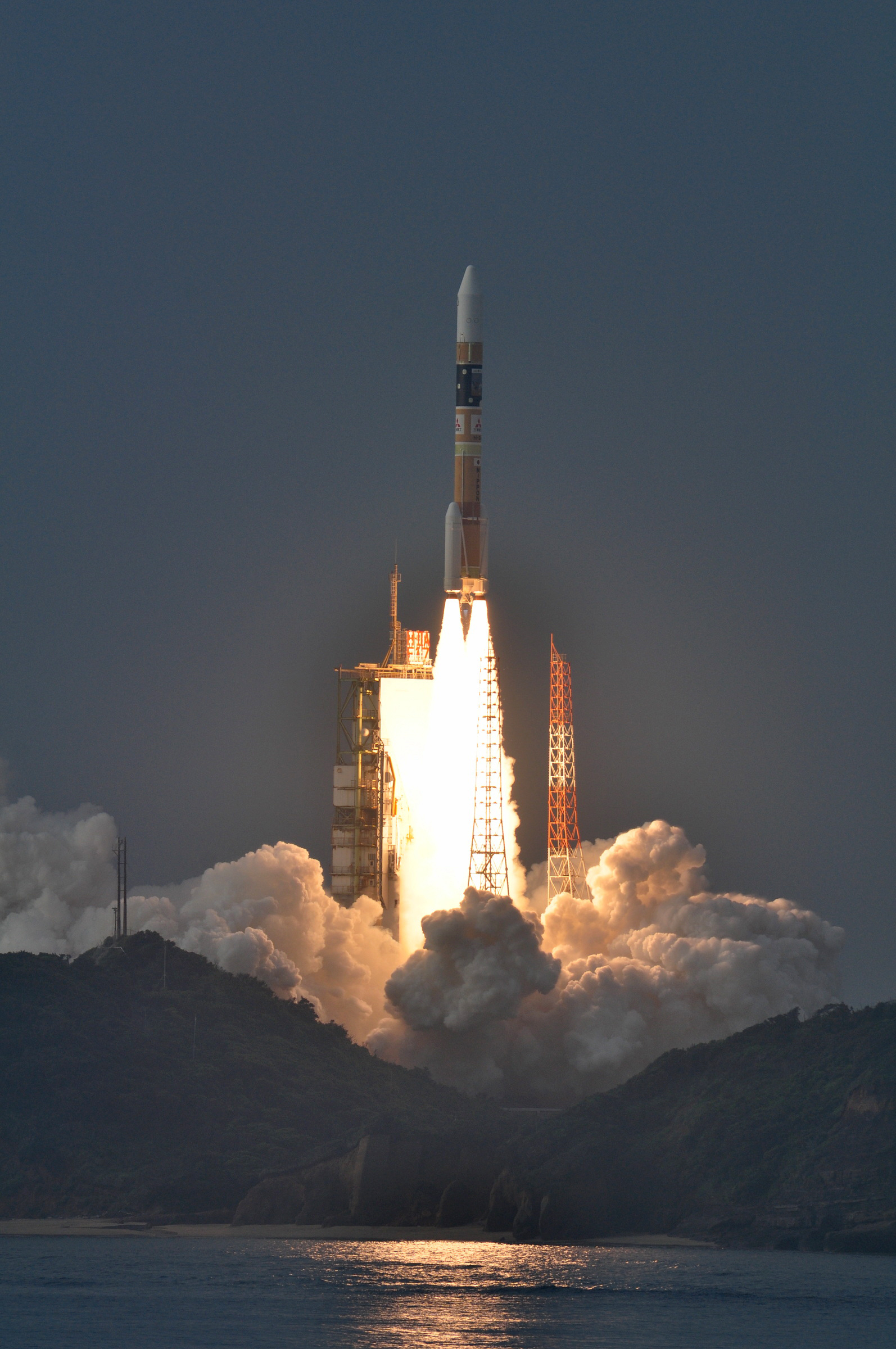
Il lancio il 20 maggio 2010 a bordo di un razzo H-IIA 202 dal Tanegashima Space Center.

Planet-C ha lasciato il Sagamihara Campus, una struttura dell'Agenzia spaziale giapponese, il 17 marzo 2010 ed ha raggiunto il Tanegashima Space Center due giorni dopo. Qui il 4 maggio è stata montata insieme ad IKAROS nell'ogiva di un razzo H-IIA.
È stata lanciata alle 21:58:22 UTC il 20 maggio 2010 a bordo di un razzo H-IIA 202 dal Tanegashima Space Center. Il razzo ha posto entrambe le sonde su un'orbita che le ha condotte a raggiungere Venere nel dicembre del 2010.
Nel corso del lancio sono stati posti in orbita attorno alla Terra tre nanosatelliti costruiti da università nipponiche; un quarto, invece, è stato posto su una traiettoria che lo porterà in prossimità di Venere e testerà in ambiente spaziale il funzionamento di alcuni processori presenti a bordo.

### Ingresso in orbita citerocentrica
Il 7 dicembre 2010 Akatsuki sarebbe dovuto entrare in orbita attorno a Venere. La manovra consisteva nell'accensione dei motori per circa dodici minuti. In realtà, anche un'accensione di durata inferiore, di circa nove minuti e venti secondi, avrebbe comunque determinato una decelerazione sufficiente affinché la sonda fosse catturata dalla gravità del pianeta. Tuttavia, il computer di bordo ha abortito la manovra dopo 2 o 3 minuti e ciò ne ha determinato l'insuccesso.
Il 10 dicembre la JAXA ha reso pubbliche delle immagini riprese dalla sonda in allontanamento da Venere. Esse testimoniano il buono stato della strumentazione a bordo.

### Seconda fase di crociera
Il fallimento della manovra d'ingresso in orbita ha trasferito la sonda su un'orbita interna a quella di Venere con l'80% della quantità iniziale di carburante, che dovrebbe riportarla in prossimità del pianeta dopo una seconda fase di crociera della durata di 5 anni, nel dicembre 2015 o gennaio 2016. Non sono risultate possibili strategie di recupero che permettessero di ritentare la manovra di ingresso in orbita prima del periodo indicato. Si è anzi pensato di selezionare missioni scientifiche alternative per utilizzare la strumentazione scientifica di bordo nel lungo periodo di crociera.

### Ingresso in orbita

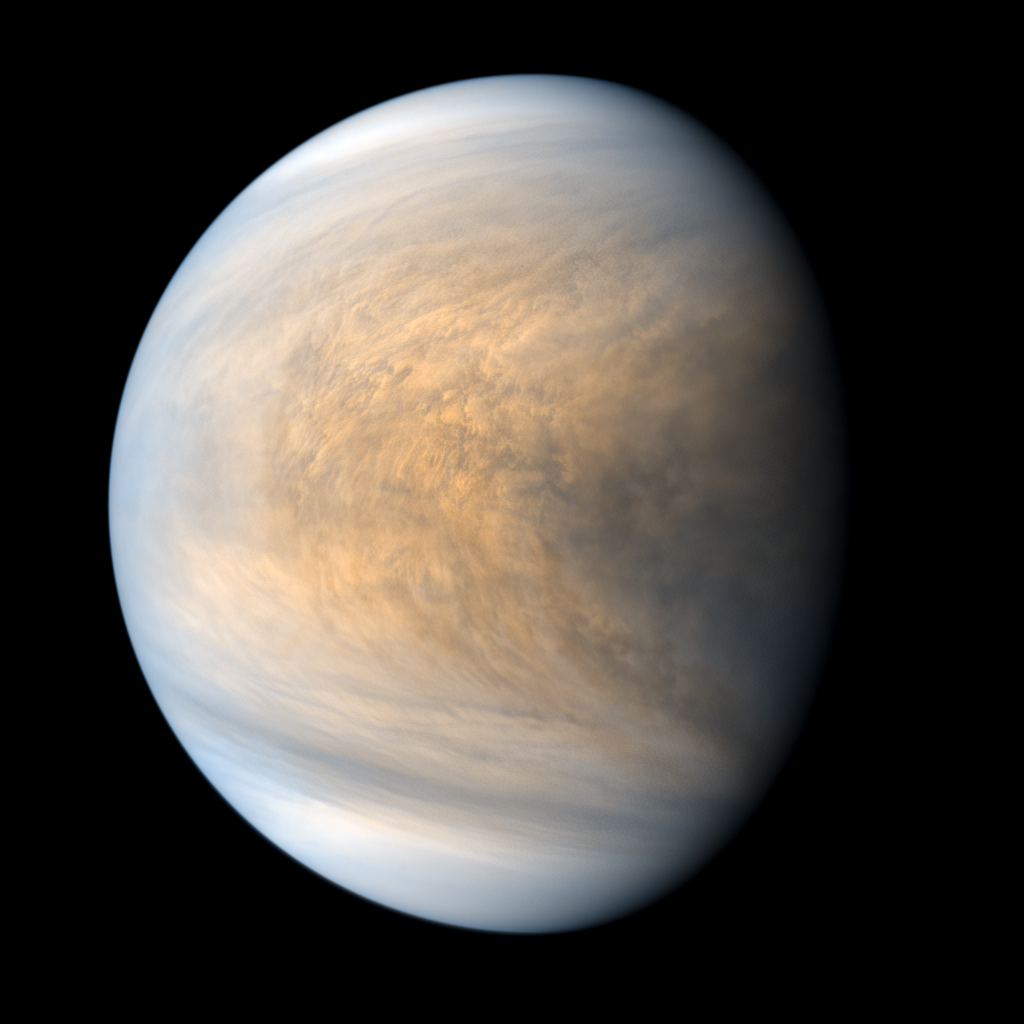
Immagine di Venere nell'ultravioletto, ripreso dalla sonda Akatsuki nel 2018.

Il 7 dicembre 2015 si è inserita nell'orbita di Venere con successo, con una distanza orbitale di 400 km al periapside e di 440.000 km all'apoapside che copre in 13 giorni e 14 ore ed un'inclinazione orbitale di circa 3 gradi, scattando immediatamente delle foto del pianeta che testimoniano l'evento ed il buon funzionamento della sonda.
Il 26 marzo 2016 ha effettuato una manovra di abbassamento della quota massima orbitale fino a circa 330000 km e riduzione del periodo orbitale a soli 9 giorni, entrando in pieno nella fase scientifica programmata per due anni.

## Risultati scientifici
Poco dopo l'inserimento in orbita e nel 2016 è stata registrata una caratteristica forma ad arco nell'atmosfera venusiana che si estende da polo a polo per circa 10.000 km. Gli scienziati l'hanno definita un'onda di gravità nei venti del pianeta sopra a Aphrodite Terra.
A partire dal 2019 sono stati pubblicati i primi risultati sui cambiamenti temporali dei venti delle nubi intermedie di Venere riportando contrasti inaspettatamente elevati che potrebbero indicare la presenza di assorbitori come l'acqua. Al contrario di quanto osservato nelle missioni precedenti i venti delle nubi dello strato intermedio sono più veloci a latitudini equatoriali e molto diverse da quelle dello strato superiore, situato a 70 km d'altezza.
A dicembre 2021 è stato comunicato che la sonda continua a funzionare correttamente e a inviare dati.